# Cratere Morvran
Morvran  è un cratere sulla superficie di Europa.